# David Černý
David Černý (Praga, 15 dicembre 1967) è uno scultore ceco.
Le sue controverse sculture possono essere ammirate in diversi punti di Praga, e non solamente. Piuttosto che artista, David Černý preferisce essere definito un semplice scultore, il cui obiettivo principale è quello di stupire e turbare il pubblico. Le sue opere si pongono spesso in posizione apertamente polemica nei confronti del panorama politico della Repubblica Ceca, cosa che gli ha procurato non pochi nemici.

## Biografia
Černý ha raggiunto la notorietà nel 1991 dipingendo di rosa un carro armato sovietico, a memoria del secondo conflitto mondiale. La sua provocazione venne reputata intollerabile e l'artista venne arrestato, per poi però venire rilasciato dopo che 12 membri del Parlamento ceco dipinsero a loro volta il carro armato di rosa per dimostrare la propria solidarietà con l'artista.
Un'altra traccia rilevante del lavoro di David Černý a Praga è la serie di sculture Tower Babies, la quale raffigura un gruppo di figure infantili che si arrampicano sulla Žižkov Television Tower.
Nel 2005 Černý ha creato Shark, un'opera presentata alla Biennale di Praga e costituita dal corpo di Saddam Hussein immerso in una vasca di liquido, che fa il verso alla celeberrima The Impossibility of death in the mind of Someone Living (1991) del Brit Artist Damien Hirst. Nel 2006 Shark è stata rifiutata per ben due volte, prima in Belgio, poi in Polonia, dove si è temuto che l'opera potesse turbare eccessivamente il pubblico, soprattutto quello Musulmano.
Altra opera che ha suscitato innumerevoli discussioni è Entropa, creata in occasione della presidenza Ceca al Consiglio dell'Unione Europea nel primo semestre del 2009. Si tratta di una scultura che presenta immagini ironicamente stereotipizzate di ciascun paese dell'Unione europea, e che è stata oggetto di polemiche per il suo tono fortemente dissacrante e per il grosso "bluff" inscenato dallo stesso Cerny, il quale, contrariamente a quanto annunciato alla stampa ed alle istituzioni in precedenza, ha realizzato l'opera interamente da solo invece che con un team di artisti europei.
La prima mostra personale di David Černý in Italia è stata The Solo Show, tenutasi dal 21 novembre 2009 al 27 febbraio 2010 presso la galleria di arte contemporanea di Roma.

## Galleria d'immagini

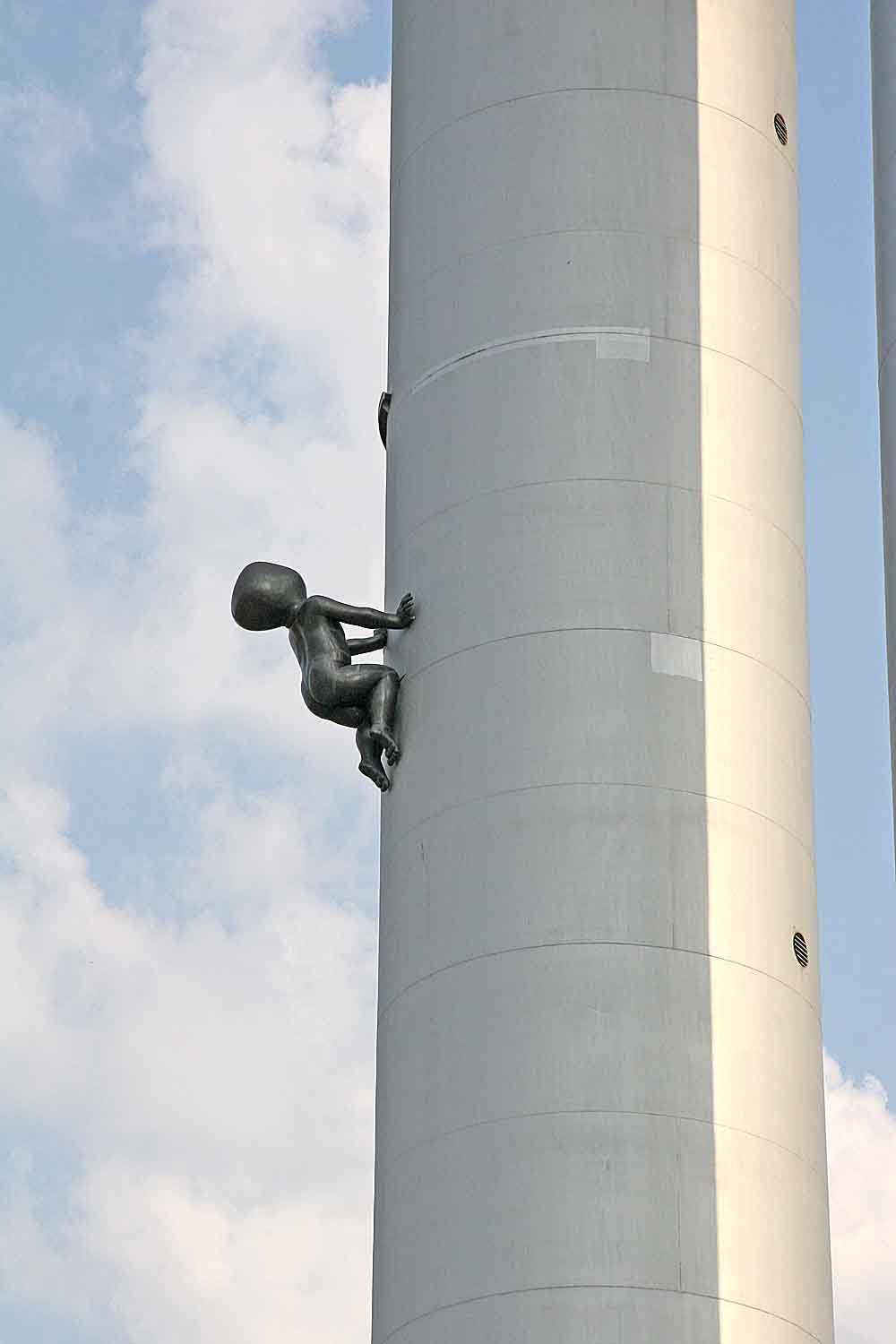
Tower Babies
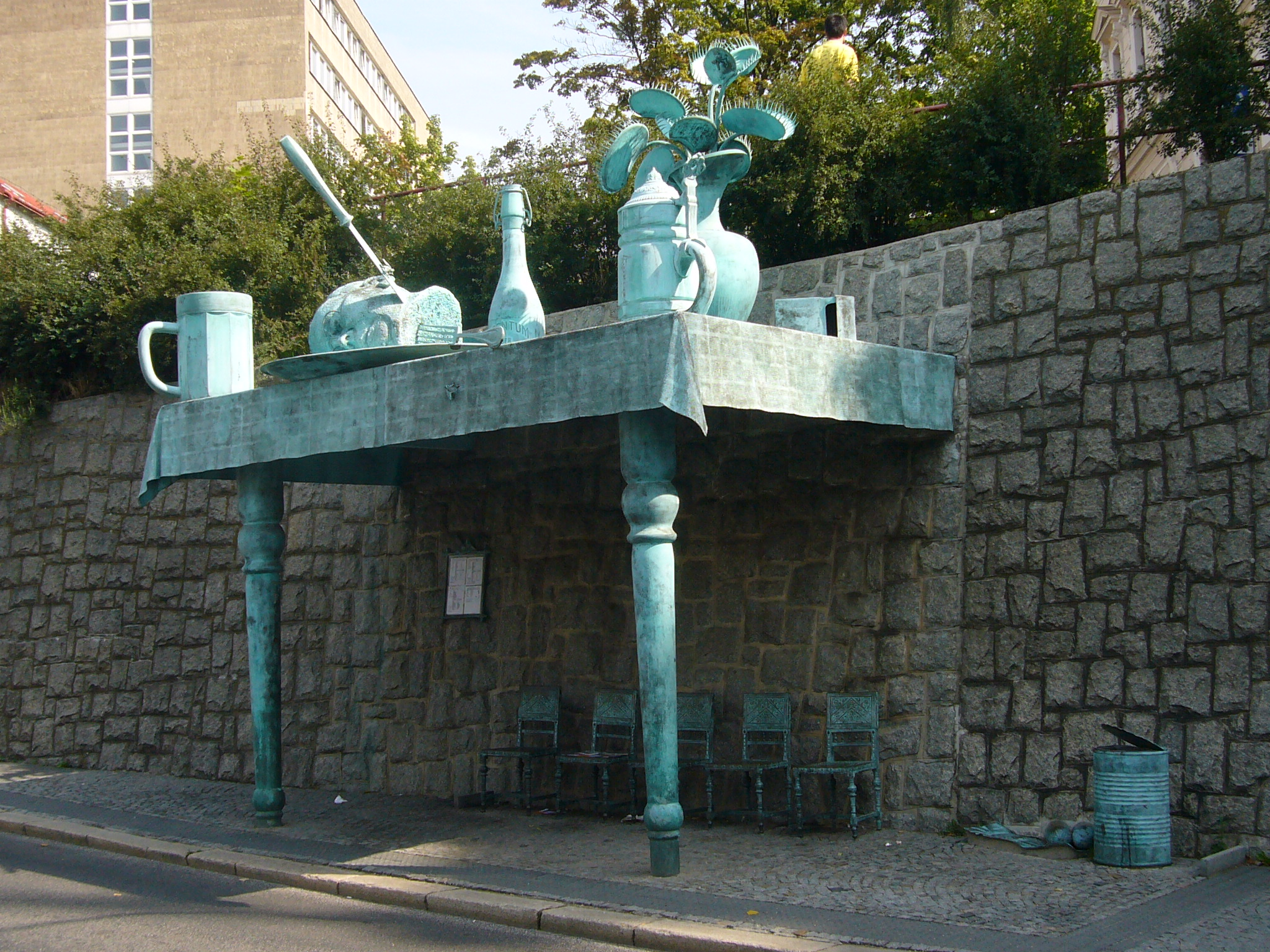
Fermata Bus a Liberec
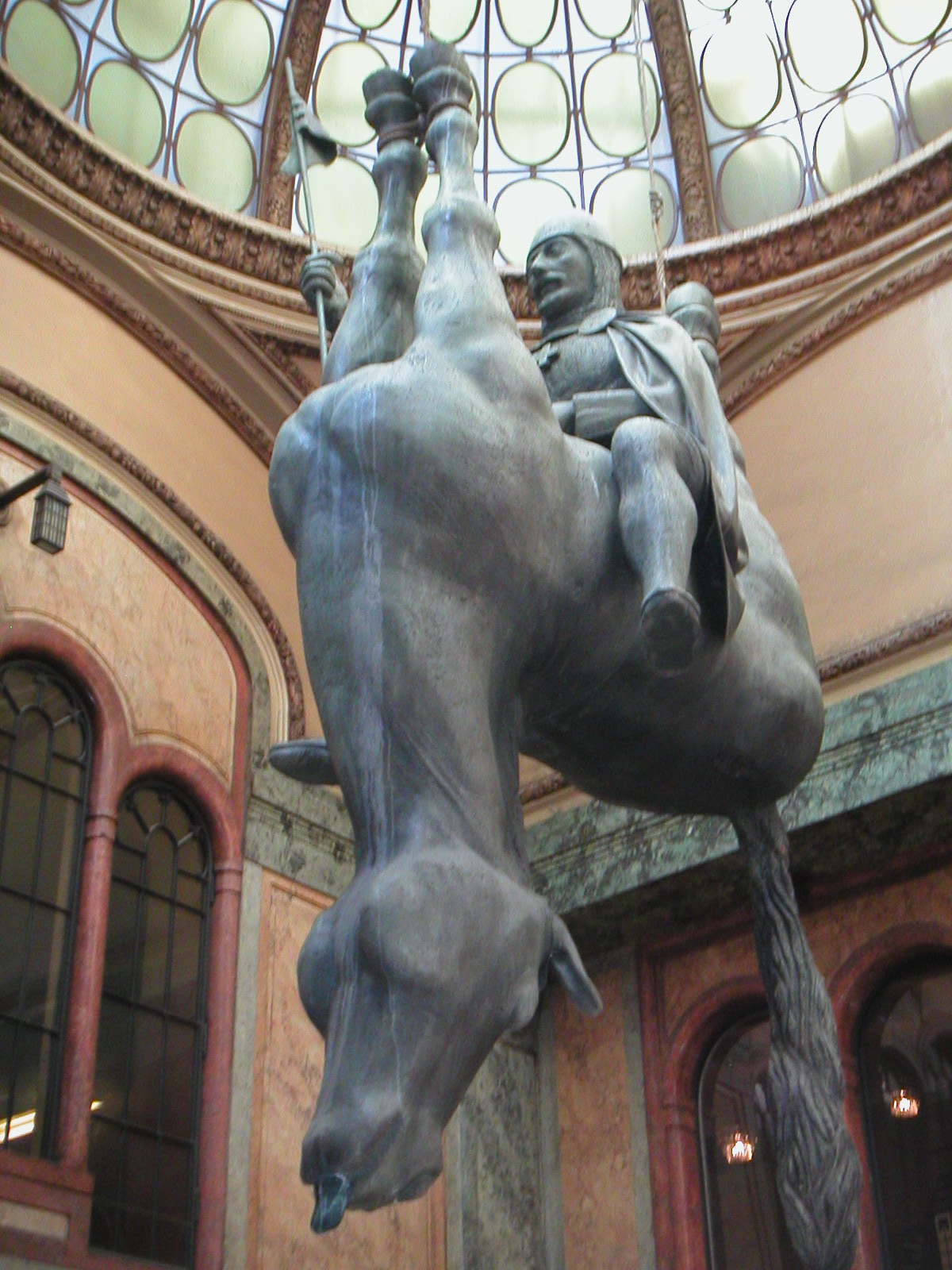
San Venceslao ed il cavallo nel Passaggio Lucerna, parodia della più celebre statua equestre di San Venceslao
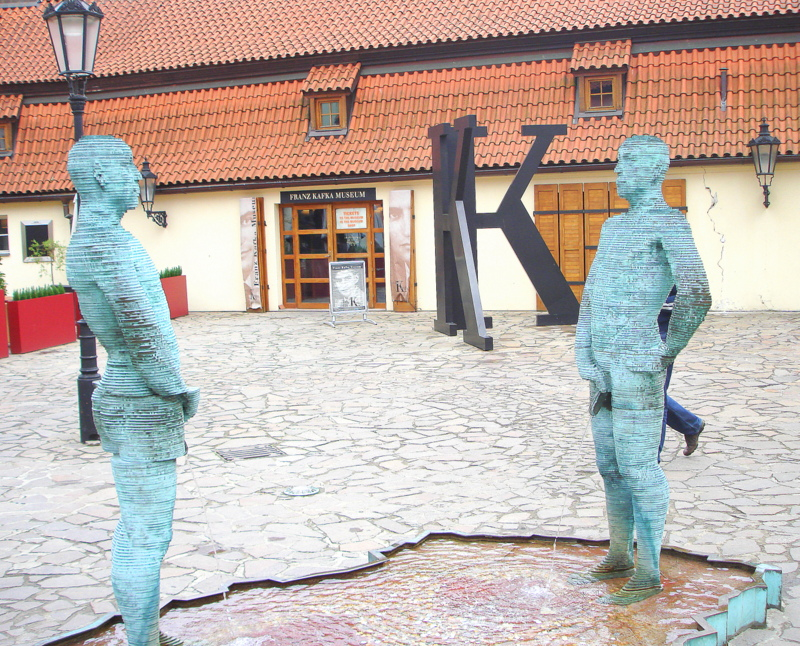
Uomini che fanno pipì
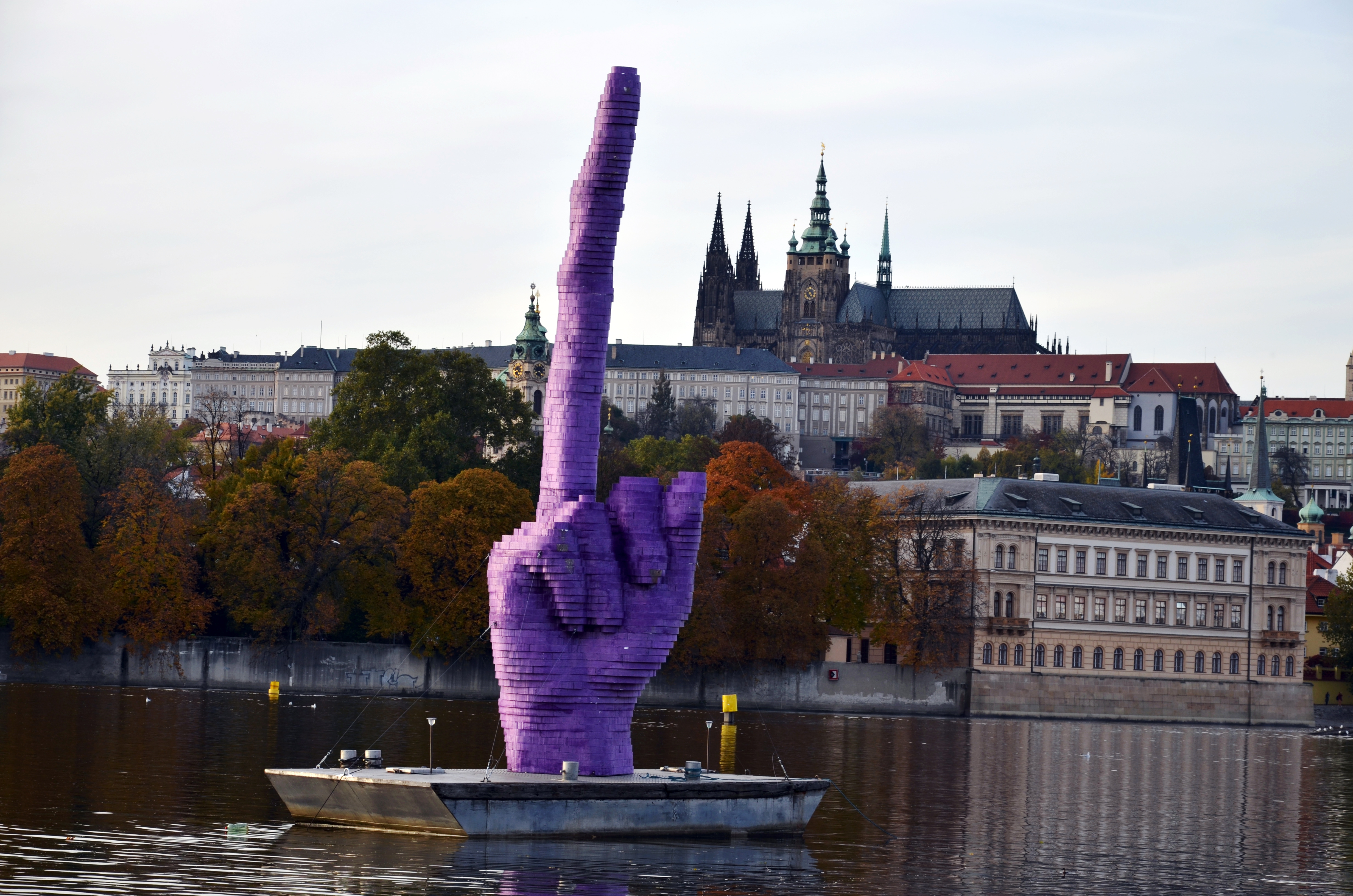
Gesture